# Angrivariusok

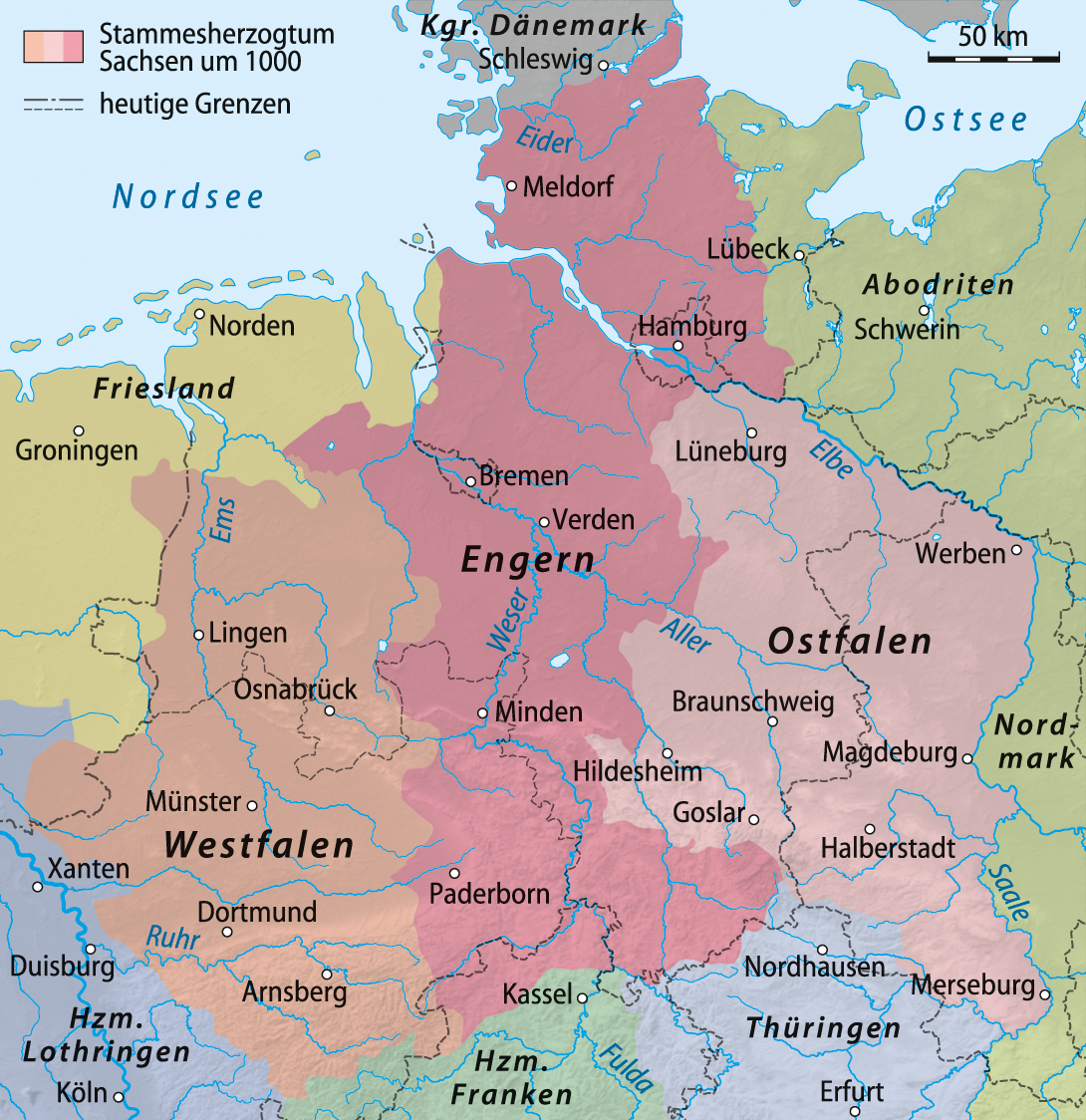
Szász törzsi hercegség 1000 körül, Engern (angrivariusok) a közepén

Angrivariusok, ókori germán törzs. Területük a Weser folyó partjai mentén, a chaucusok, bructerok, cheruscok és fosok törzsei közt terült el. Tacitus „Germania" című munkájának tanúsága szerint később a chamavusokkal együtt elfoglalták a bructerusok földjét is.